# Cheletrope reactie
Een cheletrope reactie (soms wel aangeduid als cheletropische reactie) is een organische reactie, behorende tot de groep der pericyclische reacties. Bij een pericyclische reactie reageren de deelnemende componenten op een geconcerteerde wijze met elkaar, ter vorming van een cyclische verbinding. Dit kan omdat orbitalen van geschikte symmetrie met elkaar kunnen overlappen, waardoor een reorganisatie van sigma- en pi-bindingen mogelijk wordt.

## Algemene beschrijving en reactiemechanisme
Cheletrope reacties vormen een bijzondere klasse van cycloaddities (een subgroep van de pericyclische reacties), waarbij de nieuwe bindingen worden gemaakt met één en hetzelfde atoom. Concreter betreft het de vorming van twee nieuwe sigma-bindingen van de uiteinden van een geconjugeerd systeem (bijvoorbeeld 1,3-butadieen) naar een enkel atoom van een welbepaald reagens (het zogenaamd eencenterreagens), zoals het zwavelatoom in zwaveldioxide of het koolstofatoom in koolstofdioxide. Hierdoor worden, net zoals bij een 1,3-dipolaire cycloadditie, vijfringen gevormd.
Een klassiek voorbeeld van een cheletrope reactie betreft de cyclisatie van 1,3-butadieen met zwaveldioxide, waardoor sulfoleen gevormd wordt:

## Cheletrope reactanten
Cheletrope reactanten (de eencenterreagentia) dienen te beschikken over een leeg p-orbitaal, dat als LUMO kan fungeren. Op die manier kan een efficiënte overlap met de HOMO van het dieen optreden. Reactanten die als eencenterreagens kunnen optreden zijn onder andere:
- Zwaveldioxide
- Koolstofmonoxide
- Carbenen[3]
- Stikstofmonoxide[4]
- Stannylenen (tinanalogen van carbenen)[5]
- Tin(II)chloride, tin(II)bromide en tin(II)jodide[5]

## Retro-cheletrope reacties
Een courant voorkomende reactie is de retro-cheletrope reactie of cheletrope extrusie, waarbij onder toevoer van thermische energie het eencenterreagens het gevormde adduct weer kan verlaten. Aangezien dit eencenterreagens doorgaans een gasvormige component is, neemt de entropie toe, zodat dergelijke reacties thermodynamisch bevoordeligd zijn. Zo kan het onderstaande gebrugd keton koolstofmonoxide verliezen, zodat de aromaticiteit in de pyridinering herwonnen wordt:
Een relatief belangrijke retro-cheletrope reactie is de vrijzetting van 1,3-butadieen uit sulfoleen:
Deze reactie wordt gebruikt om in situ 1,3-butadieen (dat gasvormig is bij kamertemperatuur) te genereren, dat kan aangewend worden bij het uitvoeren van Diels-Alder-reacties. Sulfoleen is een vaste stof en is dus veel gemakkelijker hanteerbaar dan een gas.